# Robert Nkemdiche
(en) Statistiques sur pro-football-reference
Robert Nkemdiche, né le 19 septembre 1994 à Atlanta, est un américain, joueur professionnel de football américain.
Il joue depuis 2015 au poste de defensive tackle au sein de la National Football League (NFL).
Il joue actuellement pour la franchise des Seahawks de Seattle.

## Biographie
Au niveau universitaire, il joue en NCAA Division I FBS pour l'équipe des Rebels d'Ole Miss représentants l'université du Mississippi. Considéré par ESPN comme la « meilleure recrue potentielle de football universitaire du Sud-Est des États-Unis depuis le début des années 1980 », Nkemdiche est considéré comme le joueur le plus prometteur des Rebels depuis Eli Manning en 1999.
Il est sélectionné en 29e choix global lors du premier tour de la draft 2016 de la NFL par la franchise des Cardinals de l'Arizona.
Ses parents sont originaires du Nigeria. Son frère, Denzel Nkemdiche (en), est également considéré comme un bon joueur universitaire.